# فهرست نوشیدنی‌های قهوه

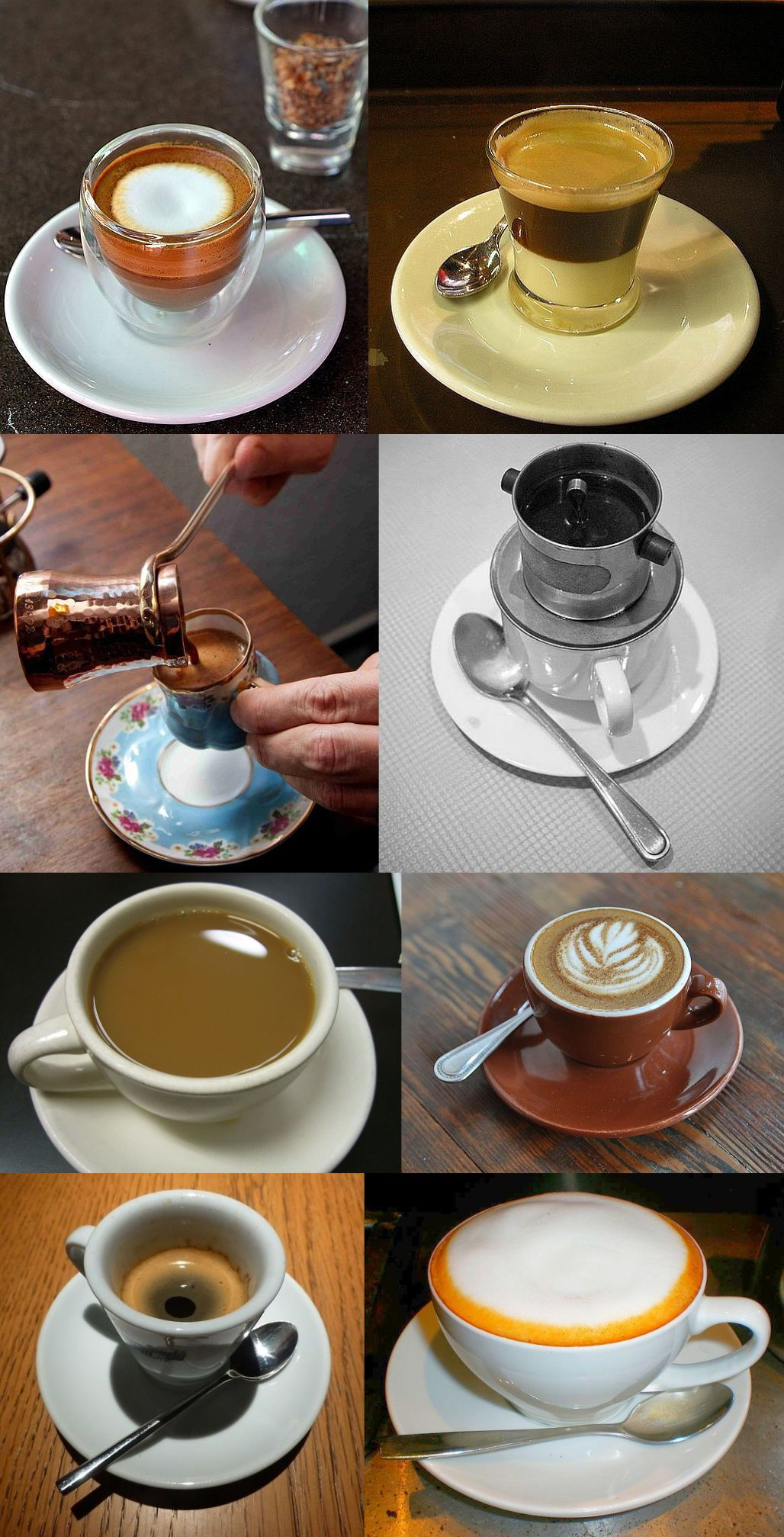

نوشیدنی‌های قهوه از دم کردن آب با دانه‌های آسیاب شده قهوه تهیه می‌شوند. دم کردن یا به آرامی توسط قطره چکان، فیلتر، فرنچ پرس، موکاپات یا پرکولاتور انجام می‌شود یا خیلی سریع، تحت فشار، توسط دستگاه اسپرسوساز انجام می‌شود. هنگامی که قهوه تحت فشار دستگاه اسپرسوساز قرار می‌گیرد، قهوه اسپرسو نامیده می‌شود، در حالی که قهوه‌های آهسته دم معمولاً قهوه دم شده نامیده می‌شوند. در حالی که همه نوشیدنی‌های قهوه بر پایه قهوه یا اسپرسو هستند، برخی از نوشیدنی‌ها شیر یا خامه اضافه می‌کنند، برخی با شیر بخارپز یا شیرهای غیر لبنی یا آب اضافه می‌کنند (مانند آمریکانو). با افزودن شیر، طعم قهوه می‌تواند با شربت‌ها یا شیرین کننده‌های مختلف، لیکورهای الکلی، و حتی ترکیبی از قهوه با اسپرسو یا چای متفاوت باشد. انواع مختلفی از پایه‌های قهوه یا اسپرسو وجود دارد.
- اسپرسو: قهوه غلیظی که با فشار آب داغ از بین دانه‌های قهوه آسیاب شده تهیه می‌شود.

اسپرسو قهوه‌ای متمرکز است که با فشار دادن آب داغ از طریق دانه‌های قهوه آسیاب شده به‌دست می‌آید. این قهوه به خاطر طعم غنی و بافت کرمی‌اش شناخته می‌شود و به عنوان پایه‌ای برای انواع نوشیدنی‌های قهوه مانند لاته، کاپوچینو و ماکیاتو استفاده می‌شود و طرفداران زیادی دارد.
- آمریکانو: اسپرسو رقیق شده با آب داغ، که قدرتی مشابه قهوه دم‌کرده دارد.

آمریکانو یک نوشیدنی قهوه محبوب است که با رقیق کردن یک شات اسپرسو با آب داغ تهیه می‌شود. این روش منجر به تولید نوشیدنی‌ای می‌شود که از نظر قدرت مشابه قهوه دم‌کرده است، اما طعم غنی اسپرسو را حفظ می‌کند. می‌توان آن را به‌صورت سیاه یا با شیر و شکر نوشید.
- کافه لاته: اسپرسو مخلوط شده با شیر بخار داده شده و با مقدار کمی کف شیر روی آن.

کافه لاته یک نوشیدنی قهوه کرمی است که با اسپرسو و شیر بخار داده شده تهیه می‌شود. معمولاً شامل یک یا دو شات اسپرسو است که با مقدار زیادی شیر بخار داده شده و لایه‌ای کوچک از کف شیر پوشانده می‌شود. نتیجه یک نوشیدنی صاف و غنی است که طعم قوی اسپرسو را با شیرینی شیر متعادل می‌کند. کافه لاته می‌تواند به‌صورت ساده یا با طعم‌دهنده‌های مختلف مصرف شود.
- کاپوچینو: ترکیبی از اسپرسو، شیر بخار داده شده و کف شیر به نسبت مساوی، با بافتی غنی.

کاپوچینو یک نوشیدنی قهوه کلاسیک است که از سه قسمت مساوی اسپرسو، شیر بخار داده شده و کف شیر تشکیل شده است. معمولاً در فنجان‌های کوچکتر سرو می‌شود و طعم غنی و قوی اسپرسو را با کرمی بودن شیر بخار داده شده و بافت سبک و هوایی کف شیر ترکیب می‌کند. اغلب با پاشیدن پودر کاکائو یا دارچین روی آن تزئین می‌شود. کاپوچینو به خاطر طعم متعادل و حس ابریشمی‌اش مورد علاقه دوستداران قهوه است.
- ماکیاتو: اسپرسو که با مقدار کمی شیر بخار داده شده یا کف شیر «لکه‌دار» شده است.

ماکیاتو یک نوشیدنی قهوه است که از یک شات اسپرسو که با مقدار کمی شیر بخار داده شده یا کف شیر "لکه‌دار" یا "علامت‌گذاری" شده تهیه می‌شود. نام "ماکیاتو" به معنای "لکه‌دار" در زبان ایتالیایی است و به طعم ساده اما قوی این نوشیدنی اشاره دارد. انواع مختلفی از ماکیاتو وجود دارد، مانند ماکیاتو کاراملی که شامل شربت طعم‌دار و شیر اضافی است و آن را شیرین‌تر و کرمی‌تر می‌کند. ماکیاتو‌های سنتی به خاطر طعم قوی اسپرسو با تنها یک hint از شیر مورد علاقه کسانی است که تجربه قهوه‌ای شدیدتر را ترجیح می‌دهند.
- موکا: نوعی لاته با طعم شکلات، که شامل اسپرسو، شیر بخار داده شده و شربت شکلات است.

موکا یک نوشیدنی قهوه خوشمزه است که ترکیبی از اسپرسو، شیر بخار داده شده و شربت شکلات یا پودر کاکائو است. معمولاً با خامه زده شده تزئین می‌شود و طعم غنی و لذیذی را ارائه می‌دهد که تلخی اسپرسو را با شیرینی شکلات متعادل می‌کند. موکاها می‌توانند به‌صورت داغ یا یخ‌زده سرو شوند و به همین دلیل انتخابی چندمنظوره برای دوستداران قهوه هستند. این نوشیدنی به‌ویژه در میان کسانی که تجربه قهوه‌ای شیرین‌تر را دوست دارند، محبوب است و می‌توان آن را با طعم‌ها و تزئینات مختلف سفارشی‌سازی کرد.
- فلت وایت: اسپرسو با شیر میکروفوم نرم، که طعم قهوه قوی و بافت کرمی ایجاد می‌کند.

فلت وایت یک نوشیدنی قهوه محبوب است که از استرالیا و نیوزیلند نشأت گرفته و از یک شات اسپرسو و شیر میکروفوم نرم و ابریشمی تهیه می‌شود. معمولاً نسبت قهوه به شیر در فلت وایت بیشتر از لاته است که منجر به طعم قوی‌تری از قهوه می‌شود. میکروفوم با بخار دادن شیر به بافتی ابریشمی ایجاد می‌شود که به‌طور یکدست با اسپرسو ترکیب می‌شود. فلت وایت در فنجان‌های کوچکتر سرو می‌شود و طعمی غنی و متعادل را ارائه می‌دهد، که آن را به انتخابی محبوب برای کسانی تبدیل می‌کند که تجربه قهوه‌ای شدیدتر بدون شیر زیاد را می‌پسندند.
- ریسترتو: شات کوتاه اسپرسو که با آب کمتری تهیه می‌شود و طعمی متمرکزتر دارد.

ریسترتو یک شات کوتاه از اسپرسو است که با همان مقدار دانه قهوه اما با آب کمتر تهیه می‌شود، که منجر به تولید قهوه‌ای متمرکزتر و خوش‌طعم‌تر می‌شود. اصطلاح "ریسترتو" به معنای "محدود" در زبان ایتالیایی است و به فرآیند استخراج محدود اشاره دارد. این روش قهوه‌ای شیرین‌تر و کمتر تلخ نسبت به اسپرسو استاندارد تولید می‌کند و طعم‌های غنی دانه‌های قهوه را برجسته می‌سازد. ریسترتو می‌تواند به‌تنهایی نوشیده شود یا به‌عنوان پایه‌ای برای سایر نوشیدنی‌های قهوه استفاده شود.
- آفوگاتو: دسر تهیه شده با ریختن اسپرسو داغ روی یک اسکوپ بستنی وانیلی.

آفوگاتو یک دسر ایتالیایی خوشمزه است که شامل یک اسکوپ از ژلاتو یا بستنی وانیلی است که روی آن یک شات اسپرسو داغ ریخته می‌شود. اصطلاح "آفوگاتو" به معنای "غرق شده" در زبان ایتالیایی است و به نحوه‌ای اشاره دارد که اسپرسو بستنی را در بر می‌گیرد. اسپرسو داغ کمی ژلاتو را ذوب می‌کند و تضاد لذیذی بین قهوه گرم و بستنی سرد ایجاد می‌کند. این دسر ساده اما لذیذ برای عاشقان قهوه عالی است و می‌توان آن را با انواع تزیینات مانند رنده شکلات یا آجیل سفارشی‌سازی کرد تا طعم و بافت بیشتری به آن اضافه شود.
- کلد برو: قهوه‌ای که با آب سرد به مدت طولانی دم می‌شود و طعمی ملایم دارد.
- آیس کافی: قهوه دم‌کرده معمولی که خنک شده و روی یخ سرو می‌شود، معمولاً شیرین یا طعم‌دار.
- نیترو قهوه: آیس کافی که با گاز نیتروژن ترکیب شده و بافتی کرمی و کف‌دار دارد.
- قهوه ترک: قهوه آسیاب شده ریز که با آب و شکر به آرامی جوشانده می‌شود و بدون فیلتر سرو می‌شود.
- کفه او لِه (Café au Lait): قهوه دم‌کرده که با شیر بخار داده شده به نسبت مساوی مخلوط می‌شود، محبوب در کافه‌های فرانسوی.
- دوپیو: (اسپرسو دابل) شات دوگانه اسپرسو که طعم قهوه قوی‌تری و کافئین بیشتری را ارائه می‌دهد.